# Land Rover Series
Land Rover Series I, II и III — внедорожники британской компании Land Rover, автомобиль первой серии был построен под впечатлением Jeep Willys. В 1992 году компания Land Rover заявила, что 70 % всех транспортных средств этого типа ещё используется.
Подвеска в зависимости от серии была либо полностью зависимая с листовыми рессорами, либо с передней независимой — пружинной. Все модели имеют постоянный привод на четыре колеса (4WD) и только небольшая часть с передним. Все 3 модели могут быть запущены с передней рукоятки и имеют вал отбора мощности для дополнительного оборудования. Автомобили рамной конструкции различной колёсной базы, устанавливались с кузовами универсал 3 и 5 дверьми, и пикап с 2 или 4 дверьми. На базе машин второй серии выпускались лёгкие грузовики бескапотной компоновки под названиями Land Rover Forward и Land Rover Series IIB.
Всего выпущено более 5 млн автомобилей. Каждая серия имела несколько модификаций. Автомобиль являлся основным транспортным средством армии Великобритании и ещё более 50-ти стран мира. Использовался так же правоохранительными службами, научными организациями, продавался гражданскому населению. Производился по лицензии в Австралии и Бельгии и имел название «Минерва». До сих пор используются в армиях ряда стран (в частности Омана и Тонга) и частными лицами.

## Галерея
- Land Rover Series I (1948–1958)
- Land Rover Series II (1958–1971)
- Land Rover Series III (1971–1984)